# Perumagalur
Perumagalur è una suddivisione dell'India, classificata come town panchayat, di 5.405 abitanti, situata nel distretto di Thanjavur, nello stato federato del Tamil Nadu. In base al numero di abitanti la città rientra nella classe V (da 5.000 a 9.999 persone).

## Geografia fisica
La città è situata a 10° 11' 52 N e 79° 11' 30 E.

## Società

### Evoluzione demografica
Al censimento del 2001 la popolazione di Perumagalur assommava a 5.405 persone, delle quali 2.598 maschi e 2.807 femmine. I bambini di età inferiore o uguale ai sei anni assommavano a 567, dei quali 284 maschi e 283 femmine. Infine, coloro che erano in grado di saper almeno leggere e scrivere erano 3.446, dei quali 1.916 maschi e 1.530 femmine.